# 世界卫生组织儿童基本药物标准清单
世卫组织《儿童基本药物标准清单》（又称《儿童基本药物目录》或EMLc)是世界卫生组织（WHO或称世卫组织）的出版物，包含对12岁以下儿童最有效、最安全並能滿足最基本需求的藥物。 
兒童基本藥物標準清單的內容也包含在世界衛生組織基本藥物標準清單之內，标准清单分為核心清單與補充清單； 核心清單能花費較少的醫療資源解決健康問題  補充清單要么需要額外的醫療措施，如需要醫生或醫療器材，要么成本相對高。
第一份儿童清单是在2007年创建的，目前该名单已是第七版。
備註：藥物名稱後面帶有α表示其為补充列表上的药物。

## 麻醉药

### 全身麻醉药和氧气

#### 吸入药物
- 氟烷
- 異氟醚
- 安桃樂
- 氧療

#### 注射药物
- 氯胺酮
- 异丙酚[note 1]

### 局部麻醉药
- 布比卡因
- 利多卡因
- 利多卡因 (利多卡因 + 藥物用腎上腺素)

### 术前药物和短时手术的镇静剂
- 阿托品
- 咪達唑侖
- 嗎啡

### 医用气体
- 氧療[note 2]

## 止痛药与和缓医疗用药

### 非鸦片类镇痛药和非甾体抗炎药(NSAIMs)

（阿司匹林）的化學結構

- 布洛芬
- 对乙酰氨基酚[note 3] (acetaminophen)

### 鸦片类镇痛药
- 嗎啡[note 4]
- 美沙酮α

### 和缓医疗时其他常见症状的用药
- 阿米替林
- 赛克利嗪
- 地塞米松
- 地西泮
- 通利妥
- 氟西汀
- 東莨菪鹼
- 乳果糖
- 咪達唑侖
- 昂丹司琼
- 番瀉苷

## 使用抗组胺药和药物过敏反应
- 地塞米松
- 藥物用腎上腺素
- 氫羥腎上腺皮質素
- 氯雷他定[note 5]
- 泼尼松龙

## 解毒药及其它中毒症用药

### 非特异性药物
- 活性碳

### 特异性药物
- 乙醯半胱氨酸
- 阿托品
- 葡萄糖酸钙
- 納洛酮
- 去鐵胺α
- 二巯基丙醇α
- 4-甲基吡唑α
- 依地酸钙钠α
- 二巯基丁二酸α

## 抗躁狂药/抗癫痫药
- 卡马西平
- 地西泮
- 拉莫三嗪[note 6]
- 劳拉西泮
- 咪達唑侖[note 7]
- 苯巴比妥
- 苯妥英
- 丙戊酸 (sodium valproate)
- 乙琥胺α
- 丙戊酸 (sodium valproate)α

## 抗感染药

### 抗蠕虫药

#### 抗肠道蠕虫药

阿苯达唑化学结构的键线式。

- 阿苯达唑
- 伊維菌素
- 左旋咪唑
- 甲苯咪唑
- 氯硝柳胺
- 吡喹酮
- 噻嘧啶

#### 抗丝虫药
- 阿苯达唑
- 乙胺嗪
- 伊維菌素

#### 抗血吸虫药和抗绦虫药
- 吡喹酮
- 三氯苯噠唑
- 奥沙尼喹α

### 抗生素

#### 可行组
- 阿米卡星
- 阿莫西林
- 阿莫西林克拉維酸鉀 (阿莫西林 + 克拉維酸)
- 氨苄青黴素
- 苄星青黴素
- 苄青霉素
- 頭孢氨苄
- 头孢唑林
- 氯霉素
- 克林黴素
- 氯唑西林[note 8]
- 多西环素
- 庆大霉素
- 甲硝唑
- 呋喃妥因
- 青霉素V钾
- 普魯卡因苄青黴素[note 9]
- 複方新諾明[note 10] (磺胺甲噁唑 + 甲氧苄啶)

#### 观察组
- 阿奇霉素[note 11]
- 头孢克肟
- 头孢噻肟[note 12]
- 頭孢曲松[note 13]
- 頭孢呋辛
- 环丙沙星
- 克拉黴素[note 14]
- 哌拉西林/他唑巴坦 (哌拉西林 + 他唑巴坦)
- 萬古黴素
- 頭孢他啶α
- 美羅培南α
- 萬古黴素α

#### 保留组
- 頭孢他啶/阿維巴坦α (頭孢他啶 + 阿维巴坦)
- 黏菌素α
- 磷霉素α
- 利奈唑胺α
- 多黏菌素Bα

#### 抗麻风病药
- 氯法齊明
- 達普頌
- 利福平

#### 抗结核药
- 乙胺丁醇
- 异烟肼

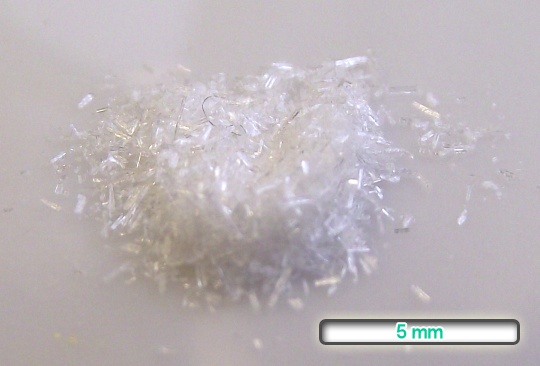
乙胺丁醇的纯晶体

- 乙胺丁醇/異煙肼/利福平 (异烟肼 + 吡嗪酰胺 + 利福平)
- 异烟肼/利福平 (异烟肼 + 利福平)
- 吡嗪酰胺
- 利福平
- 利福噴丁[note 15]
- 阿米卡星α
- 阿莫西林克拉維酸鉀α (阿莫西林 + 克拉維酸)
- 貝達喹啉α
- 氯法齊明α
- 环丝氨酸α
- 德拉馬尼α
- 乙硫异烟胺α[note 16]
- 左氧氟沙星α
- 利奈唑胺α
- 美羅培南α
- 莫西沙星α
- 4-氨基水杨酸α
- 鏈黴素α

### 抗真菌药
- 两性霉素B
- 氟康唑
- 氟胞嘧啶
- 灰黃黴素
- 伊曲康唑[note 17]
- 耐絲菌素
- 伏立康唑[note 18]
- 碘化钾α

### 抗病毒药

#### 抗疱疹病毒药
- 阿昔洛韦

#### 抗逆转录病毒药

##### 核苷/核苷酸逆转录酶抑制剂
- 阿巴卡維 (ABC)
- 拉米夫定 (3TC)
- 齐多夫定 (ZDV or AZT)

##### 非核苷类逆转录酶抑制剂
- 依法韦仑 (EGV or EFZ)
- 奈韋拉平 (NVP)

##### 蛋白酶抑制剂
- 阿扎那韦
- 达芦那韦

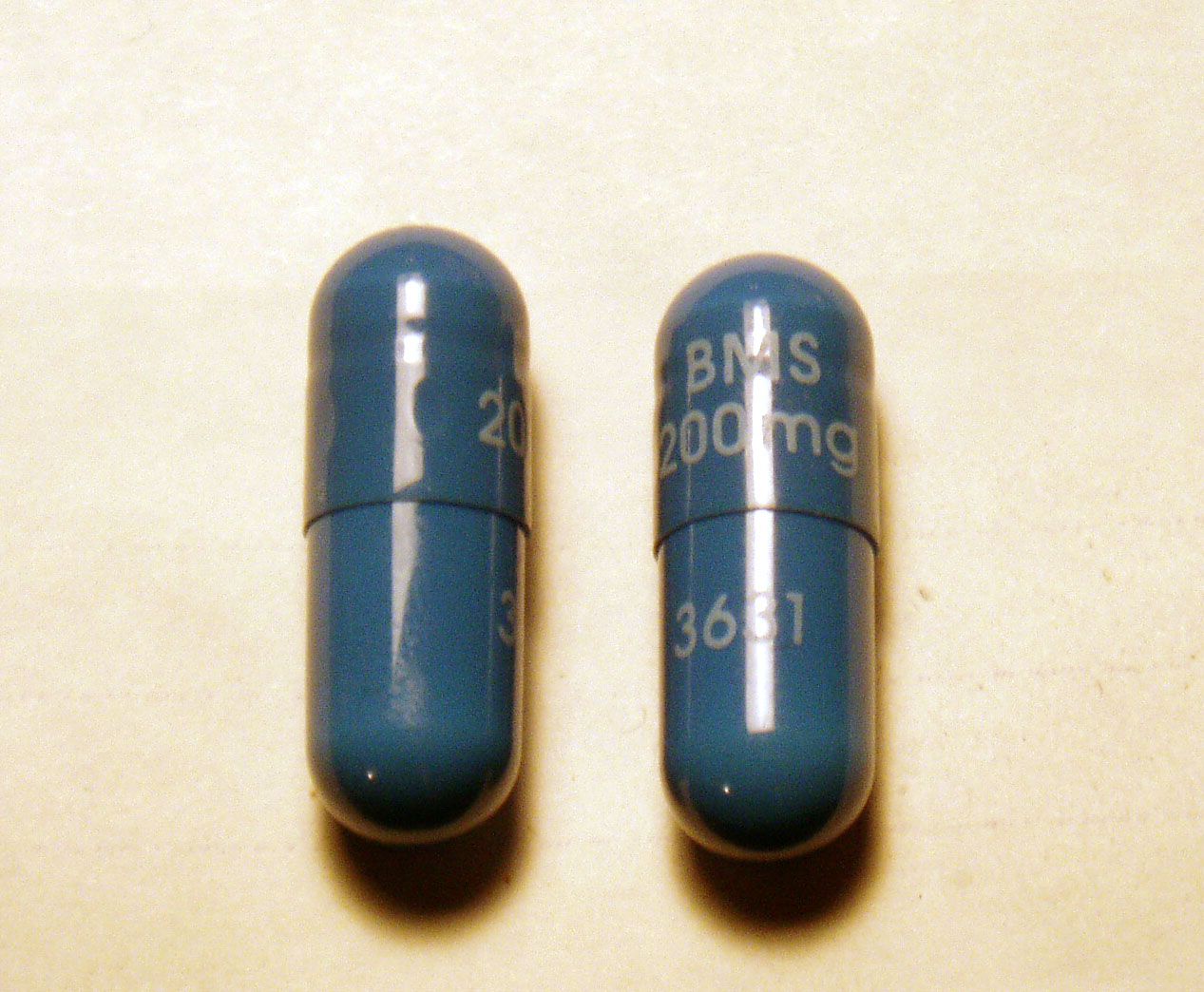
两粒阿扎那韦胶囊

- 洛匹那韋/利托那韋 (LPV/r) (洛匹那韋 + 利托那韋)
- 利托那韋

##### 整合酶抑制剂
- 多替拉韦
- 拉替拉韦[note 19]

#### 固定剂量复合剂
- 阿巴卡韋/拉米夫定 (阿巴卡維 + 拉米夫定)
- 拉米夫定/奈韦拉平/司他夫定 (拉米夫定 + 奈韋拉平 + 司他夫定)
- 拉米夫定/奈韦拉平/齐多夫定 (拉米夫定 + 奈韋拉平 + 齐多夫定)
- 拉米夫定/齐多夫定 (拉米夫定 + 齐多夫定)

##### HIV相关机会性感染用药
- 异烟肼/吡哆醇/磺胺甲噁唑/甲氧苄啶 (异烟肼 + 吡哆醇 + 磺胺甲噁唑 + 甲氧苄啶)

#### 其它抗病毒药物
- 利巴韦林[note 20]
- 奥司他韦α[note 21]
- 缬更昔洛韦α[note 22]

#### 抗肝炎药

##### 乙肝用药

###### 核苷/核苷酸逆转录酶抑制剂
- 恩替卡韦

##### 丙肝用药
本节中没有药物

### 抗原虫药

#### 抗阿米巴药和抗蓝氏贾第虫药
- 二氯尼特
- 甲硝唑

#### 抗黑热病药
- 两性霉素B
- 米替福新
- 巴龙霉素
- 葡萄糖酸銻鈉 or 葡甲胺锑盐

#### 抗疟药

##### 治疗用
- 阿莫待奎[note 23]
- 蒿甲醚[note 24]
- 複方蒿甲醚[note 25]
- 青蒿琥酯[note 26]
- 青蒿琥酯/阿莫待奎[note 27]
- 青蒿琥酯/美爾奎寧
- 青蒿素/四氮唑啉磷酸盐
- 氯喹[note 28]
- 双氢青蒿素
- 多西环素[note 29]
- 美爾奎寧[note 30]
- 普來馬奎寧[note 31]
- 奎寧[note 32]
- 磺胺多辛/乙胺嘧啶[note 33]

##### 预防用
- 阿莫待奎 + 磺胺多辛/乙胺嘧啶 (Co-packaged)
- 氯喹[note 34]
- 多西环素
- 美爾奎寧
- 丙谷尼[note 35]
- 磺胺多辛/乙胺嘧啶

#### 抗肺孢子菌病药和抗弓形体病药
- 乙胺嘧啶
- 磺胺嘧啶
- 複方新諾明

#### 抗锥虫病药

##### 非洲锥虫病
- 非西尼达唑[note 36]

###### 第一期用药
- 潘他密汀[note 37]
- 蘇拉明[note 38]

###### 第二期用药
- 二氟甲基鳥氨酸[note 39]
- 硝呋莫司[note 40]
- 麦拉索普尔α

##### 美洲锥虫病
- 苄硝唑
- 硝呋莫司

### 体外寄生感染用药
- 伊維菌素

## 抗偏头痛药

### 治疗急性发作药物
- 布洛芬
- 对乙酰氨基酚

### 预防用药
- 普萘洛尔

### 免疫抑制剂
- 阿達木單抗α
- 硫唑嘌呤α
- 环孢素α

### 抗肿瘤药和免疫抑制剂

#### 细胞毒药物
- 三氧化二砷α
- 门冬酰胺酶α
- 博来霉素α
- 亚叶酸钙α
- 卡铂α
- 顺铂α
- 环磷酰胺α
- 阿糖胞苷α
- 达卡巴嗪α
- 放线菌素α
- 道諾黴素α
- 阿黴素α
- 依托泊苷α
- 5-氟尿嘧啶α
- 羟基脲α
- 异环磷酰胺α
- 愛萊諾迪肯α
- 巯嘌呤α
- 氨甲蝶呤α
- 奥沙利铂α
- 紫杉醇α
- 佩加索尔酶α[note 41]
- 丙卡巴嗪α
- 雷尔加/天然蓝靛α
- 硫鸟嘌呤α
- 长春碱α
- 长春新碱α

#### 靶向治疗
- 維A酸 (ATRA)α
- 达沙替尼α
- 伊马替尼α
- 尼罗替尼α
- 利妥昔單抗α[note 42]

#### 免疫调节剂
- 费拉西姆α

#### 激素与抗激素药
- 地塞米松α
- 氫羥腎上腺皮質素α
- 甲泼尼松α
- 泼尼松龙α

#### 支持性药物
- 别嘌醇α
- 美司钠α

## 影响血液的药物

### 抗贫血药
- 亚铁盐
- 叶酸
- 羥鈷胺
- 刺激红细胞的药物[note 43]

### 影响凝血的药物
- 依诺肝素钠[note 44]
- 叶绿基甲萘醌
- 去氨加壓素α
- 肝素α
- 硫酸丙胺α
- 华法林α

### 血红蛋白病的其他药物
- 去铁胺α[note 45]
- 羟基脲α

## 血液制品和血浆替代品

### 血浆替代品

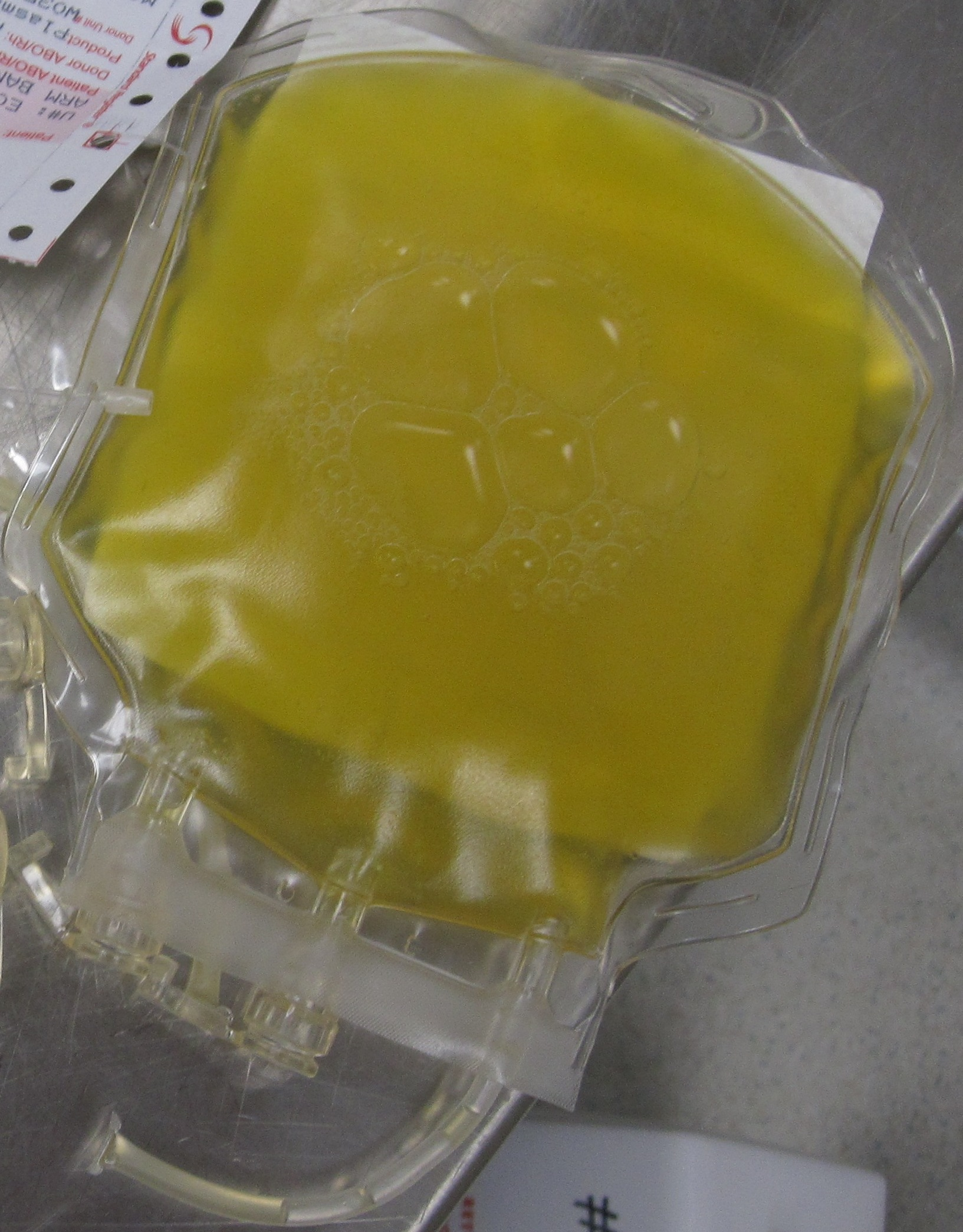
装有一个单位的新鲜冷冻血浆的袋子

- 新鮮冷凍血漿
- 人免疫球蛋白
- 紅血球濃厚液
- 全血

### 血浆来源的药物

#### 人类免疫球蛋白
- 抗狂犬病免疫球蛋白
- 抗破伤风免疫球蛋白
- 静脉注射免疫球蛋白α

#### 血液凝固因子
- 血液凝固因子 VIII（英语：Coagulation factor VIII）α
- 血液凝固因子 IX（英语：Coagulation factor IX）α

### 血浆替代物
- 葡聚糖70（英语：Dextran 70）[note 46]

## 心血管药物

### 抗心绞痛药
本节中没有药物

### 抗心率不齐药
本节中没有药物

### 抗高血压药
- 依那拉普利（英语：Enalapril）

### 心力衰竭用药
- 地高辛
- 呋塞米
- 多巴胺 (藥物)α

### 抗血栓药
本节中没有药物

### 降脂药
本节中没有药物

## 皮肤病用药（局部）

### 抗真菌药
- 咪康唑
- 特比萘芬

### 抗感染药
- 莫匹罗星
- 高锰酸钾
- 磺胺嘧啶银

### 抗炎药和止痒药
- 倍他米松
- 炉甘石洗剂
- 氫羥腎上腺皮質素

### 影响皮肤分化和增殖的药物
- 过氧化苯甲酰
- 煤焦油
- 鬼臼脂
- 水楊酸
- 尿素

### 杀疥药和杀虱药
- 苯甲酸苄酯
- 百滅寧

## 诊断剂

### 眼科用药
- 荧光素
- 托吡卡胺

### 放射性对比介质
- 硫酸钡α

## 消毒剂和防腐剂

### 防腐剂
- 氯己定
- 醫用酒精
- 聚维酮碘

### 消毒剂
- 消毒搓手液
- 含氯化合物
- 对氯间二甲苯酚
- 戊二醛

## 利尿剂
- 呋塞米
- 氢氯噻嗪α
- 甘露醇α
- 螺内酯α

## 胃肠用药
- 胰脂肪酶α

### 抗溃疡药
- 奥美拉唑
- 雷尼替丁

### 止吐药
- 地塞米松
- 甲氧氯普胺
- 昂丹司琼
- 阿瑞匹坦α

### 抗炎药
本节中没有药物

### 泻药
本节中没有药物

### 腹泻用药
- 口服补液盐 + 硫酸锌

#### 口服补液
- 口服补液盐

#### 儿童治腹泻药
- 硫酸锌[note 47]

## 激素，其它内分泌药物和避孕药

### 肾上腺激素和合成的替代物
- 氟氢可的松
- 氫羥腎上腺皮質素

### 雄性激素
本节中没有药物

### 雌性激素
本节中没有药物

### 避孕药
本节中没有药物

### 用于糖尿病的胰岛素和其他药物

#### 胰岛素
- 短效胰島素
- 药用胰岛素

#### 口服降糖药物
- 二甲双胍α

### 治疗低血糖症的药物
- 胰岛素
- 二氧化硫

### 甲状腺激素和抗甲状腺药
- 左旋甲狀腺素鈉
- 盧戈氏碘液α
- 甲巰咪唑[note 48]
- 碘化钾α
- 丙硫氧嘧啶α[note 49]

## 免疫制剂

### 诊断试剂
- 结核菌素, 纯蛋白衍生物(PPD)

### 血清和免疫球蛋白
- 抗蛇毒血清[note 50]
- 白喉抗毒素

### 疫苗

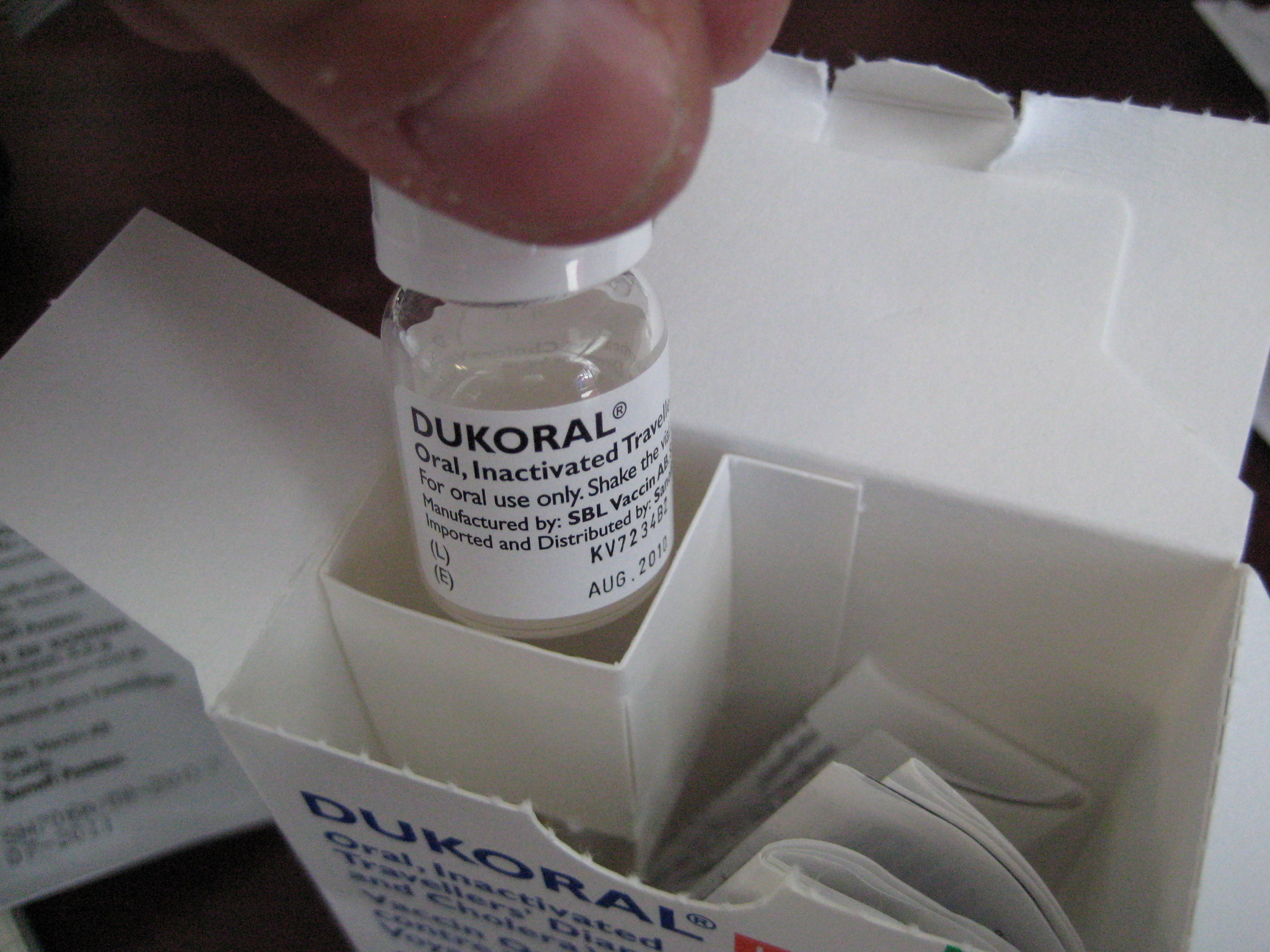
一瓶口服霍乱疫苗

- 卡介苗
- 白喉疫苗
- 流感嗜血桿菌疫苗
- 乙型肝炎疫苗
- 人类乳头瘤病毒疫苗
- 麻疹疫苗
- 百日咳疫苗
- 肺炎鏈球菌疫苗
- 脊髓灰質炎疫苗
- 輪狀病毒疫苗
- 德國麻疹疫苗
- 破傷風疫苗
- 日本腦炎疫苗[note 51]
- 黃熱病疫苗[note 51]
- 蜱傳腦炎疫苗[note 51]
- 霍亂疫苗[note 52]
- 登革熱疫苗[note 52]
- A型肝炎疫苗[note 52]
- 腦膜炎雙球菌疫苗[note 52]
- 狂犬病疫苗[note 52]
- 傷寒疫苗[note 52]
- 季節性流感疫苗[note 53]
- 流行性腮腺炎疫苗[note 53]
- 水痘疫苗[note 53]

## 肌肉松弛剂（外周作用）和胆碱脂酶抑制剂
- 新斯的明
- 琥珀胆碱
- 维库溴铵
- 吡斯的明α

## 眼科制剂

### 抗感染剂
- 阿昔洛韦
- 阿奇霉素
- 红霉素[note 54]
- 庆大霉素
- 纳他霉素
- 氧氟沙星
- 四環黴素

### 抗炎剂
- 泼尼松龙

### 局部麻醉药
- 四氢大麻酚

### 缩瞳剂和抗青光眼药
本节中没有药物

### 散瞳剂
- 阿托品[note 55]
- 藥物用腎上腺素 α

### 抗血管内皮生长因子（VEGF）的制剂
本节中没有药物

## 催产药和抗催产药

### 避孕药
本节中没有药物

### 促排卵剂
本节中没有药物

### 子宫肌瘤术
本节中没有药物

### 抗氧剂
本节中没有药物

### 给母亲服用的其他药物
本节中没有药物

### 为新生儿提供的药物
- 柠檬酸咖啡因
- 氯己定
- 布洛芬α
- 前列腺素Eα
  - 前列腺素E1
  - 前列腺素E2
- 肺部表面活性物质α

## 腹膜透析液
- 腹膜透析 (适当成分的)α

## 精神和行为障碍的药物

### 精神病用药
- 氯丙嗪α
- 氟哌啶醇α

### 情感性疾病用药

#### 抑郁障碍用药
- 氟西汀α

#### 双相情感障碍用药
本节中没有药物

### 焦虑症用药
本节中没有药物

### 强迫症用药
本节中没有药物

### 使用精神活性物质所致精神障碍用药
本节中没有药物

## 作用于呼吸道的药物

### 抗哮喘药物
- 布地奈德
- 藥物用腎上腺素
- 沙丁胺醇

## 纠正水、电解质和酸碱失衡的药物

### 口服
- 口服补液盐
- 氯化钾

### 胃肠外
- 葡萄糖
- 葡萄糖与氯化钠
- 氯化钾
- 生理盐水
- 碳酸氢钠
- 乳酸林格氏液

### 其它
- 注射用水

## 维生素和矿物质
- 维生素C
- 胆钙化醇[note 56]
- 醫療用碘
- 烟酰胺
- 吡哆醇
- 视黄醇
- 核黄素
- 氟化钠
- 硫胺
- 葡萄糖酸钙α

## 儿童耳、鼻、咽喉疾病用药
- 乙酸
- 布地奈德
- 环丙沙星
- 羟甲唑啉

## 关节疾病用药

### 痛风用药
本节中没有药物

### 改善类风湿性疾病的药物
- 羟氯喹α
- 氨甲蝶呤α

### 青少年关节病用药
- 乙酰水杨酸[note 57]

## 笔记
1. ↑   根據當地的的适用性和成本，可使用硫噴妥鈉 替代
2. ↑   用于32周以下新生儿复苏时，氧气浓度不超过30%。
3. ↑   不推薦用於消炎，因缺乏有明顯效果的證明。
4. ↑   替代品僅限於氫嗎啡酮和羟考酮.
5. ↑   对于部分适应症，镇静抗组胺药可能有作用。
6. ↑   用于子痫和重度先兆子痫，不用于其他抽搐。
7. ↑   在没有口服液的情况下用于口腔给药
8. ↑   氯唑西林、双氯西林和氟氯西林由于具有更好的生物利用度而被优先用于口服。
9. ↑   普鲁卡因青霉素不建议作为新生儿败血症的一线治疗，除非在新生儿死亡率高的情况下，由训练有素的卫生工作者在无法获得住院治疗的情况下提供。
10. ↑   单一药剂三甲氧苄啶可能是治疗下尿路感染的一个替代方案。
11. ↑   仅用于生殖器砂眼衣原体和沙眼的单剂量治疗。
12. ↑   在新生儿住院治疗中应用的第三代头孢菌素。
13. ↑   婴幼儿高胆红素血症不宜服用钙剂。避免同时服用钙剂。
14. ↑   可与红霉素替代，用于治疗成人幽门螺杆菌感染。
15. ↑   仅用于治疗潜伏的结核病感染
16. ↑   丙硫异烟胺可作为一种替代方法使用。
17. ↑   用于治疗慢性肺曲霉病、组织胞浆菌病、孢子丝菌病、枕部副孢子菌病、马尔尼菲霉菌和染色母细胞菌病，预防艾滋病患者组织胞浆菌病和马尔尼菲霉菌感染。
18. ↑   用于慢性肺曲霉菌病和急性侵袭性曲霉菌病的治疗。
19. ↑   用于符合世界卫生组织治疗指南的二线治疗方案中
20. ↑   仅用于治疗病毒性出血性发烧。
21. ↑  仅用于重症住院病人因确诊或怀疑感染流感病毒而导致的严重疾病
22. ↑   用于治疗巨细胞病毒视网膜炎（CMVr）。
23. ↑   与青蒿素50mg联合使用。
24. ↑   用于治疗严重的疟疾。
25. ↑   不建议在怀孕的前三个月或5公斤以下的儿童使用。
26. ↑   与阿莫地喹、甲氟喹或磺胺多辛+乙胺嘧啶联合使用。
27. ↑   其他提供所需目标剂量的组合，如153毫克或200毫克（盐酸）与50毫克青蒿琥酯的组合可以是替代方案。
28. ↑   仅用于治疗间日疟感染。
29. ↑   仅适用于与奎宁联合使用。
30. ↑   与青蒿素50mg联合使用。
31. ↑   仅用于从根本上治愈 "间日疟 "和 "卵形疟 "的感染，连续服用14天。
32. ↑   仅用于严重疟疾的治疗，应与多西环素联合使用。
33. ↑   仅与青蒿素50毫克联合使用。
34. ↑   仅用于治疗间日疟感染。
35. ↑   仅适用于与氯喹联合使用。
36. ↑   用于治疗由赌博型锥虫感染引起的人类非洲锥虫病的第1和第2阶段。
37. ↑   用于治疗罗得岛锥虫感染。
38. ↑   用于治疗 "罗得岛锥虫 "感染的初始阶段。
39. ↑   用于治疗罗得岛锥虫感染。
40. ↑   只能与依氟利特结合使用，用于治疗罗得岛锥虫感染。
41. ↑   包括有质量保障的生物仿制药
42. ↑   包括有质量保障的生物仿制药
43. ↑   方框适用于Epoetin alfa, beta和theta, darbepoetin alfa，以及它们各自的生物仿制药。
44. ↑   替代品仅限于纳多帕林和达特帕林
45. ↑  地拉罗司口服液可能是一种替代品，这取决于成本和供应情况。
46. ↑   Polygeline，注射液，3.5%被认为是等同的。
47. ↑   在急性腹泻中，硫酸锌应作为口服补液盐的辅助手段。
48. ↑   根据当地的供应情况，卡比马唑是一个替代方案。
49. ↑   用于不适合或无法获得替代一线治疗的患者
50. ↑   确切的类型将由当地定义。
51. 1 2 3   建议在某些地区使用
52. 1 2 3 4 5 6   建议对一些高危人群使用
53. 1 2 3   推荐用于具有某些特征的免疫计划
54. ↑   由沙眼衣原体或奈瑟菌引起的感染。
55. ↑   或高阿托品（氢溴酸）或环戊酸（盐酸）。
56. ↑  麦角钙化醇可代替
57. ↑   用于风湿热、幼年关节炎、川崎病。

## 格外阅读
- World Health Organization. . Geneva: World Health Organization. 2015. ISBN 9789240694941. ISSN 0512-3054. hdl:10665/189763 . WHO technical report series; no. 994.
- World Health Organization. . Geneva: World Health Organization. 2017. ISBN 978-92-4-121015-7. ISSN 0512-3054. hdl:10665/259481 . WHO technical report series; no. 1006.
- World Health Organization. . Geneva: World Health Organization. 2019. ISBN 9789241210300. ISSN 0512-3054. hdl:10665/330668 . WHO technical report series;1021.